# Parafia Opieki Matki Bożej w Kobylanach
Parafia Opieki Matki Bożej – parafia prawosławna w Kobylanach, w dekanacie Terespol diecezji lubelsko-chełmskiej.
Na terenie parafii funkcjonuje 1 cerkiew:
- cerkiew Opieki Matki Bożej w Kobylanach – parafialna

Parafia liczy ok. 200 wiernych.

## Wykaz proboszczów
- 25.03.1943 – 9.01.1947 – o. ihumen Alipiusz (Kołodko)
- 19.05.1947 – 19.04.1949 – o. ihumen Leonidas (Eutychiusz Paziński)
- 1949–1964 – ks. Piotr Piluś
- 1965–1970 – ks. Eugeniusz Lewicki
- 1971–1972 – ks. Mikołaj Czurak
- 1972–1985 – ks. Paweł Nikitiuk
- 1985–1987 – ks. Piotr Olifieruk
- 1987–1989 – mnisi z Jabłecznej
- 1989–1991 – ks. Jerzy Hasiuk
- 1992–1994 – ks. Leon Anchim
- od 1994 – ks. Michał Ciuchaj